# Philip van Dijk (futbolista)
Philip van Dijk (9 d'agost de 1885 - 10 d'abril de 1937) va ser un futbolista neerlandès.

## Carrera internacional
Va formar part de la selecció neerlandesa de futbol, amb la qual va jugar un partit el 16 d'octubre de 1910 contra Alemanya.
Més tard es va convertir en metge.